# Aquilegia brevistyla
Aquilegia brevistyla är en ranunkelväxtart som beskrevs av William Jackson Hooker. Aquilegia brevistyla ingår i släktet aklejor, och familjen ranunkelväxter. Inga underarter finns listade i Catalogue of Life.

## Bildgalleri

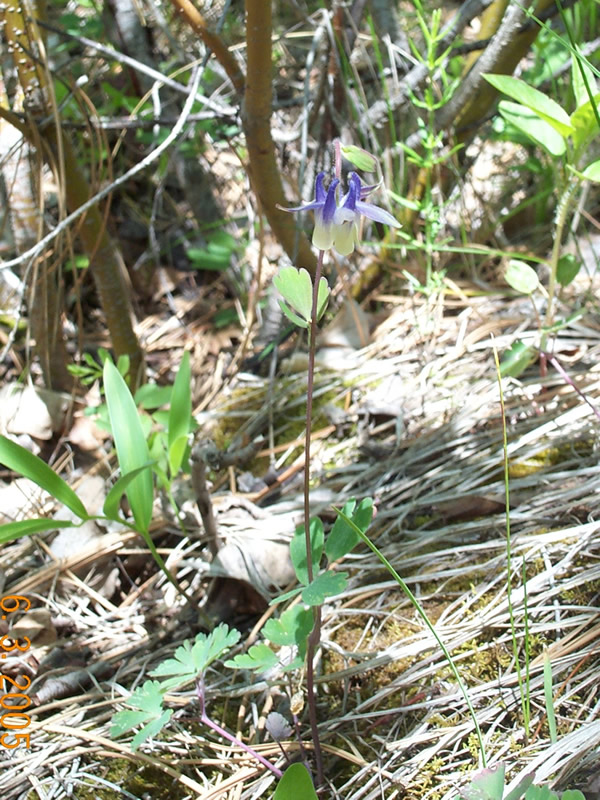
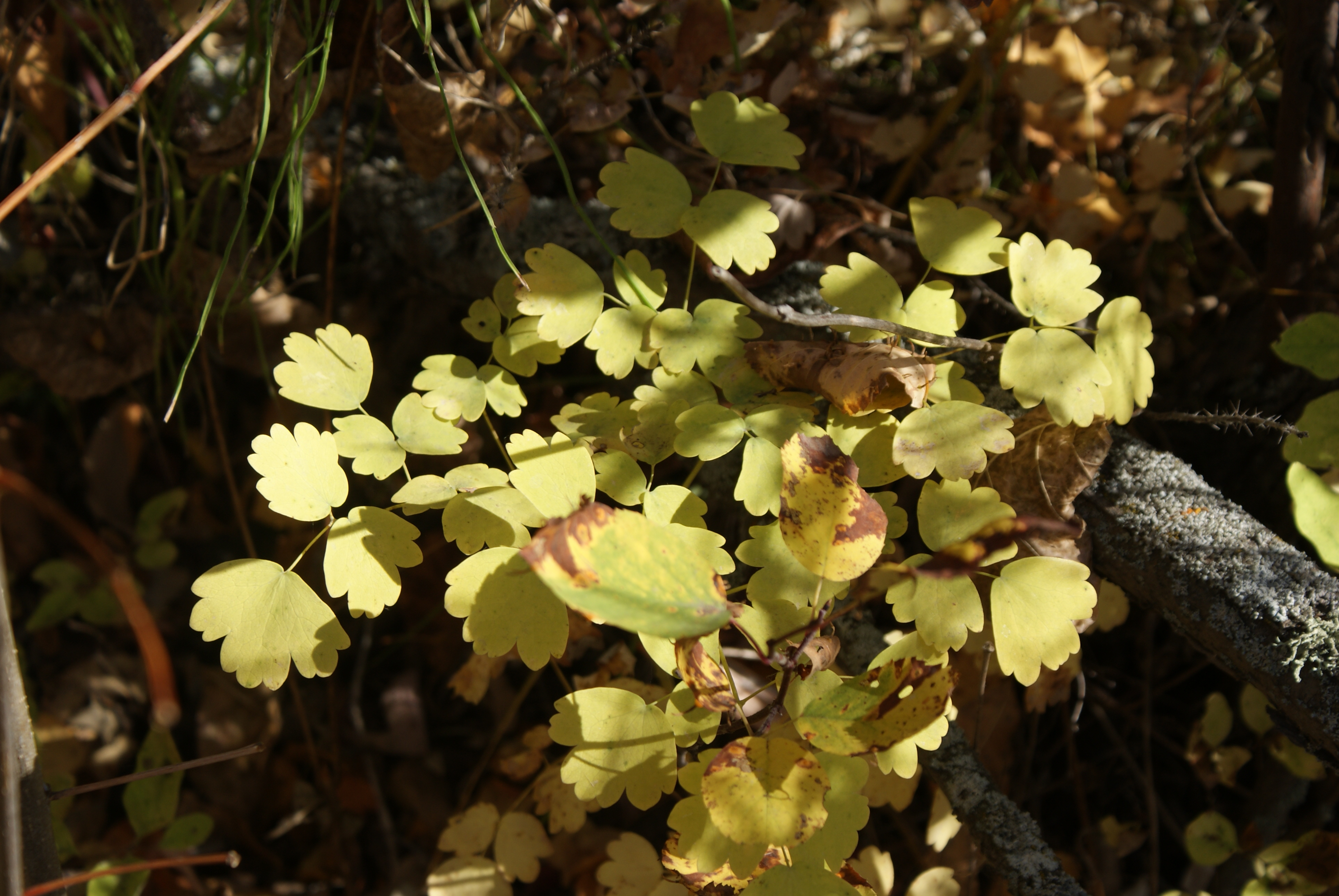